# Direction d'infrastructure de la Défense de Libreville
La direction d'infrastructure de la Défense (DID) de Libreville est une des directions déconcentrées du service d'infrastructure de la Défense, implantée au sein du camp de Gaulle, qui est chargée de l'aménagement et de l'entretien des infrastructures militaires, de la maintenance immobilière, de la maîtrise de l’énergie non stockée ainsi que de la gestion administrative et technique du patrimoine au profit des éléments français au Gabon.
Son champ d'intervention couvre des implantations de l'Armée de terre, de l'Armée de l'air et de l'espace et d'autres organismes.

## Historique
La DID de Libreville trouve son origine à partir de la section travaux génie du 6e bataillon d'infanterie de marine qui était responsable des travaux d'infrastructure dans la région.
En janvier 2011, la DID de Libreville a été créée pour prendre en charge toutes les opérations d'infrastructure de la région. Aujourd'hui, la DID de Libreville joue un rôle important dans le soutien aux opérations militaires de la région et dans la protection de la souveraineté de la communauté économique des États de l'Afrique centrale.

## Missions et organisation

### Missions
Cet organisme interarmées, commandé par un officier supérieur du SID, est placé sous l'autorité fonctionnelle du commandant des éléments français au Gabon. Héritière du service local constructeur (SLC), la DID de Libreville assure l’ensemble des missions de soutien spécialisé dans le domaine infrastructure :
- l’assistance au commandement
- la réalisation d'opérations d'infrastructure (conduite d'opération, maîtrise d'œuvre)
- la réalisation du maintien en condition
- la gestion des fluides (eau, énergie)
- l’assistance pour la gestion du domaine immobilier

### Organisation
La DID de Libreville, forte de ses 26 personnels civils et militaires, est composée de 2 divisions :
- Division projets administration (DIV PA), qui conduit la coordination physico - financière des opérations. Elle est l'appui administratif des travaux et des projets d'infrastructure. Elle représente la maîtrise d'ouvrage des opérations d'infrastructure.
- Division gestion du patrimoine (DIV GP), qui est composée quant à elle de la maîtrise d’œuvre dont la mission est l’étude, la conception et le suivi des travaux. Cette division comprend aussi la Régie qui permet de répondre aux travaux d'urgence. Celle-ci intègre les corps de métiers principaux tel que la plomberie, la menuiserie, la ferronnerie et l’électricité.